# Longuenée-en-Anjou
Longuenée-en-Anjou es una comuna nueva francesa situada en el departamento de Maine y Loira, de la región de Países del Loira.

## Historia
Fue creada el 1 de enero de 2016, en aplicación de una resolución del prefecto de Maine y Loira de 23 de noviembre de 2015 con la unión de las comunas de La Meignanne, La Membrolle-sur-Longuenée, Le Plessis-Macé y Pruillé, pasando a estar el ayuntamiento en la antigua comuna de La Membrolle-sur-Longuenée.

## Demografía
| Gráfica de evolución demográfica de Longuenée-en-Anjou entre 1800 y 2013 |
|                                                                          |

Los datos entre 1800 y 2013 son el resultado de sumar los parciales de las cuatro comunas que forman la nueva comuna de Longuenée-en-Anjou, cuyos datos se han cogido de 1800 a 1999, para las comunas de La Meignanne, La Membrolle-sur-Longuenée, Le Plessis-Macé y Pruillé de la página francesa EHESS/Cassini. Los demás datos se han cogido de la página del INSEE.

## Composición
| Comuna delegada            | Código INSEE | Población (2013) | Superficie (km²) | Densidad (hab./km²) |
| -------------------------- | ------------ | ---------------- | ---------------- | ------------------- |
| La Meignanne               | 49196        | 2235             | 23.39            | 96                  |
| La Membrolle-sur-Longuenée | 49200        | 2027             | 9.44             | 215                 |
| Le Plessis-Macé            | 49242        | 1230             | 7.99             | 154                 |
| Pruillé                    | 49251        | 719              | 12.68            | 57                  |